# Asclepias pseudofimbriata
Asclepias pseudofimbriata är en oleanderväxtart som först beskrevs av Goyder, och fick sitt nu gällande namn av Goyder. Asclepias pseudofimbriata ingår i släktet sidenörter, och familjen oleanderväxter. Inga underarter finns listade i Catalogue of Life.